# Kirby Corporation
Die Kirby Corporation ist eine amerikanische Binnenschiffsreederei mit Sitz in Houston. Sie besitzt 901 Tankschleppkähne und 241 Schleppschiffe für die amerikanischen Binnenwasserstraßen sowie 69 Tankschleppkähne und 80 Schleppschiffe für die Küstenschifffahrt. Haupttransportgüter sind Treibstoffe und Petrochemikalien.
Das Unternehmen wurde 1921 als Öl- und Gasexplorationsfirma gegründet und stieg 1969 durch Übernahme von Dixie Carriers in die Binnenschifffahrt ein.
Die Kirby Corporation betreibt die größte Flotte von Tankschleppkähnen in den USA. Außerdem bietet das Unternehmen einen Dieselmotorenservice an, der mit 22,5 % zum Umsatz beiträgt.
In den letzten 20 Jahren übernahm die Kirby Corporation zahlreiche kleinere Konkurrenten, darunter die Binnenschifffahrtssparten von Ashland Petroleum, Dow Chemical, Union Carbide, ExxonMobil, Lyondell Chemical und Seacor Holdings.